# Bemannte Raumfahrt

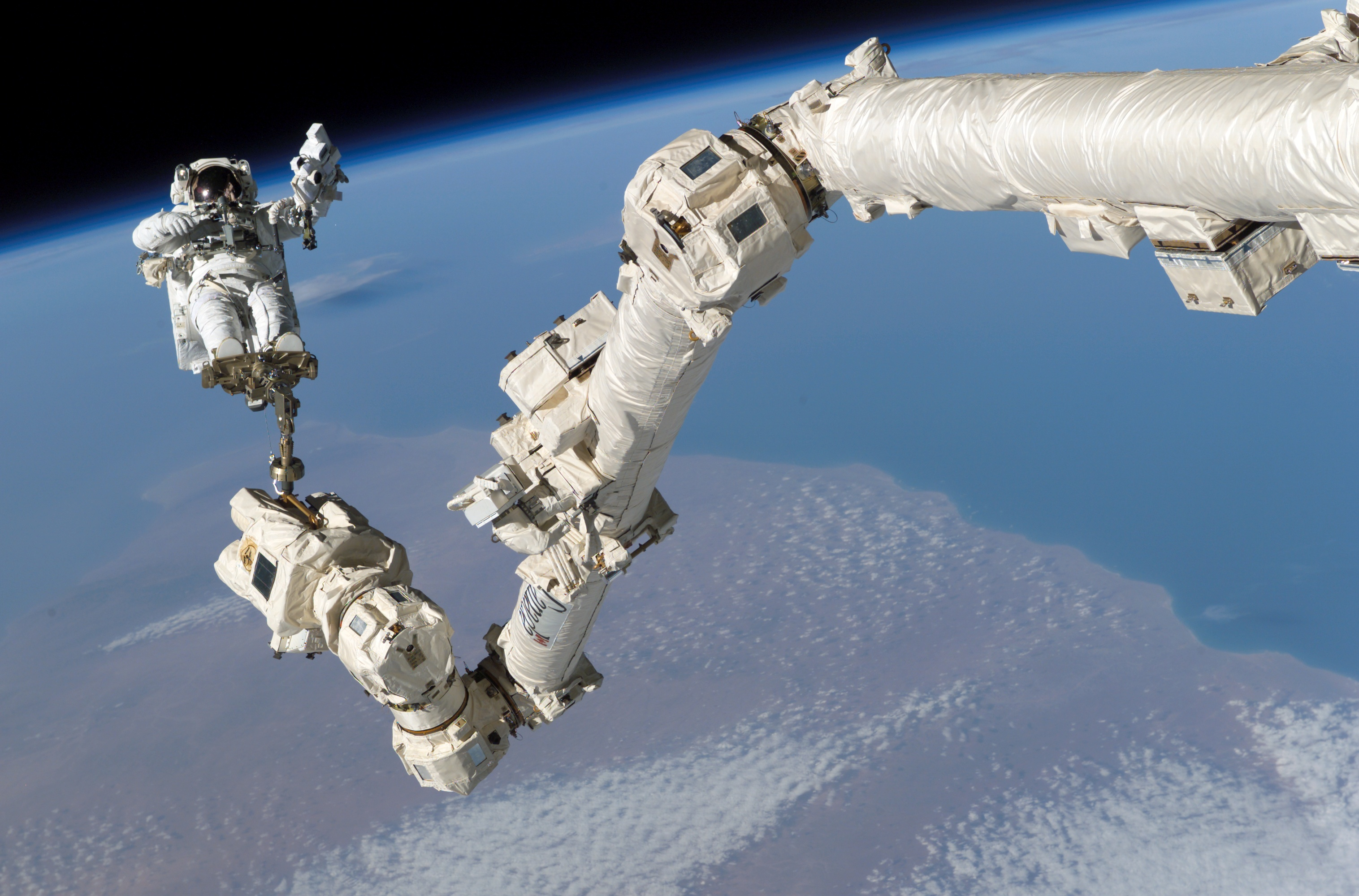
Stephen Robinson bei einem Außeneinsatz an der Raumstation ISS (2005)

Bemannte Raumfahrt ist nach der gebräuchlichen Definition der Association of Space Explorers gegeben, wenn ein Mensch die Erde mindestens einmal komplett bei einem Orbitalflug in einem Raumschiff umrundet hat. Suborbitale Flüge zählen demnach nicht zur bemannten Raumfahrt im engeren Sinn.
Als erster Raumfahrer umkreiste der sowjetische Kosmonaut Juri Gagarin am 12. April 1961 die Erde. Mittlerweile wurden mehrere bemannte Raumstationen betrieben; über 600 Menschen absolvierten Raumflüge.

## Länder
Stand 2024 gibt es drei Raumfahrtnationen, die bemannte Missionen mit eigenen Raumfahrzeugen durchführen: Russland, die Vereinigten Staaten und die Volksrepublik China. Außerdem bereitet Indien eigene bemannte Raumflüge vor.
In Russland, China und Indien werden die Raumschiffe von den staatlichen Weltraumagenturen Roskosmos, CMSA und ISRO betrieben; die amerikanische Raumfahrtbehörde NASA lässt ihre Astronauten hingegen seit 2020 von dem Privatunternehmen SpaceX und Boeing zur Internationalen Raumstation bringen. Nur die amerikanischen Raumschiffe sind wiederverwendbar. Die NASA-Partnerorganisationen ESA (Europa), JAXA (Japan) und CSA (Kanada) erhalten über die NASA Plätze in den Dragon-Raumschiffen von SpaceX und in den russischen Sojus-Schiffen.
Einen chronologischen Überblick gibt die Liste der bemannten Raumflüge.

## Stellenwert in der Berichterstattung
Die bemannte Raumfahrt hat in der Bevölkerung oft größeres Interesse geweckt als die unbemannte. So wird über bemannte Flüge in den Weltraum in den Medien tendenziell öfter und ausführlicher berichtet als über unbemannte (ferngesteuerte und robotische). Die wissenschaftliche Bedeutung umbemannter Missionen kann jedoch größer sein als die unbemannter. Fehlschläge und Unfälle, bei denen Astronauten gefährdet oder gar getötet worden sind, haften lange im Gedächtnis der Öffentlichkeit.

## Motivation für bemannte Missionen
Von Beginn an dominierten politische und militärische, teils auch wissenschaftliche Beweggründe die Entwicklung. Die Fähigkeit zu bemannten Raumflügen war immer auch eine Frage des nationalen Prestiges. In den 1970er Jahren trat der Gedanke der Völkerverständigung hinzu (Ankoppeln eines sowjetischen an ein amerikanisches Raumschiff am 17. Juli 1975 mit Handschlag zwischen den Raumfahrern), was im Bau der Internationalen Raumstation (ISS) gipfelte. Mit Letzterer begann auch die systematische wirtschaftliche Nutzung der bemannten Raumfahrt. Unternehmen lassen auf der ISS Forschungsexperimente durchführen und erste Weltraumtouristen besuchten die Station. Unternehmen wie Blue Origin und SpaceX wurden mit dem Ziel gegründet, von einer zukünftigen Industrialisierung des erdnahen Weltraums oder gar der Übersiedlung von Menschen auf den Mars zu profitieren.

## Geschichte

### Frühe Entwicklung und erste Pioniere

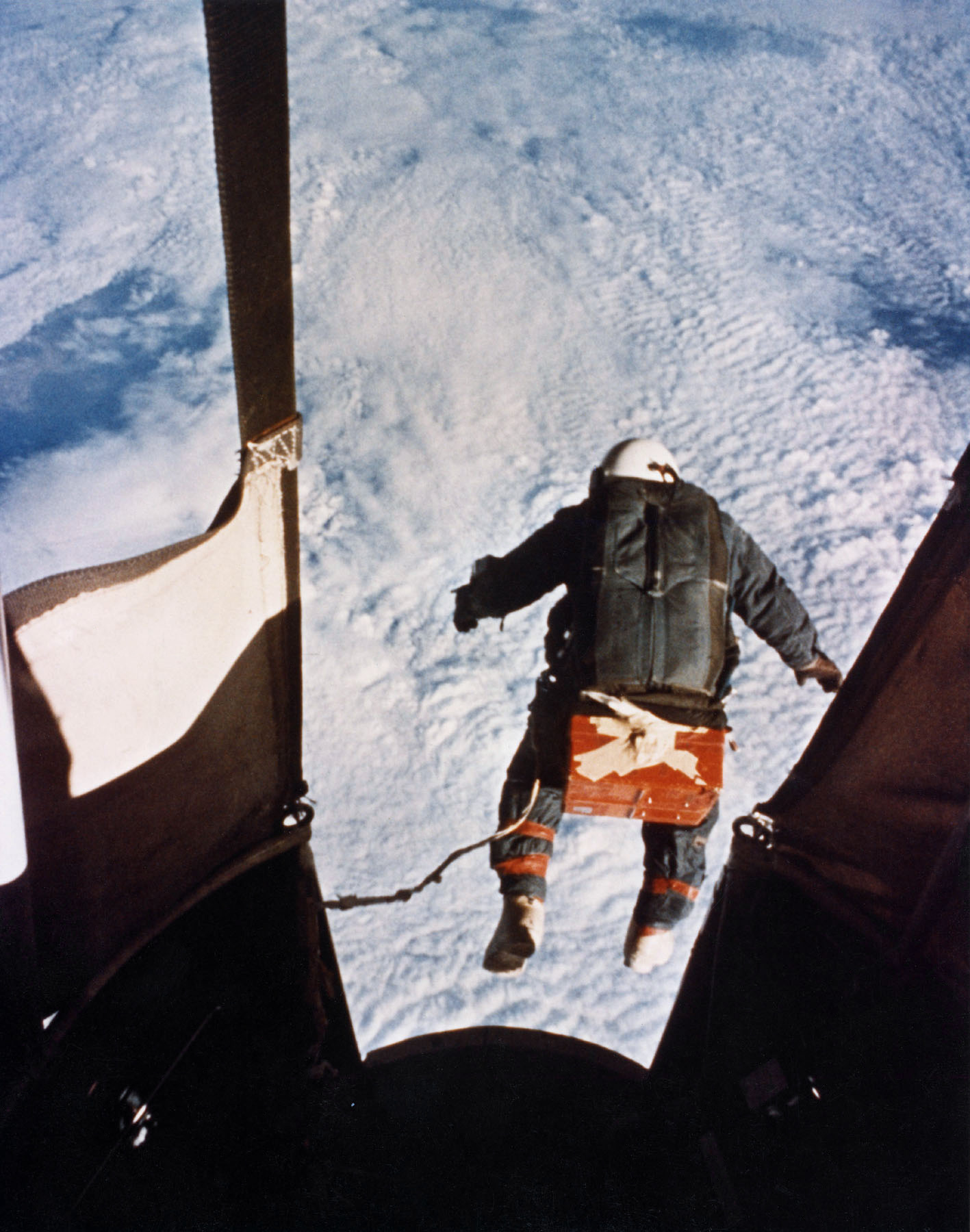
Kittinger beim Weltrekord-Fallschirmsprung

In den USA und der Sowjetunion wurden bereits vor 1960 Ballonfahrten in große Höhen (bis etwa 30 km) mit anschließenden Fallschirmsprüngen aus der Stratosphäre unternommen, um die Belastungen zu untersuchen, denen der Mensch im Weltraum durch den fehlenden Luftdruck, die kosmische Strahlung u. a. ausgesetzt ist. Bekannt wurden insbesondere die amerikanischen Projekte Manhigh und Excelsior mit Joseph Kittinger, aber auch der sowjetische Springer Jewgeni Andrejew stellte neue Rekorde auf.

### Kalter Krieg – Wettlauf ins All – Mondlandung
Im Zeitalter des Kalten Krieges begann zwischen den verfeindeten Supermächten USA und der Sowjetunion ein Wettlauf ins All, zuerst mit unbemannten Flügen, später mit bemannten Starts. Am 12. April 1961 umkreiste Juri Gagarin mit einem Wostok-Raumschiff als erster Mensch die Erde.
Die USA konnten wenige Wochen später, am 5. Mai 1961, im Rahmen des Mercury-Programms einen 16-minütigen suborbitalen Raumflug von Alan Shepard vorweisen.

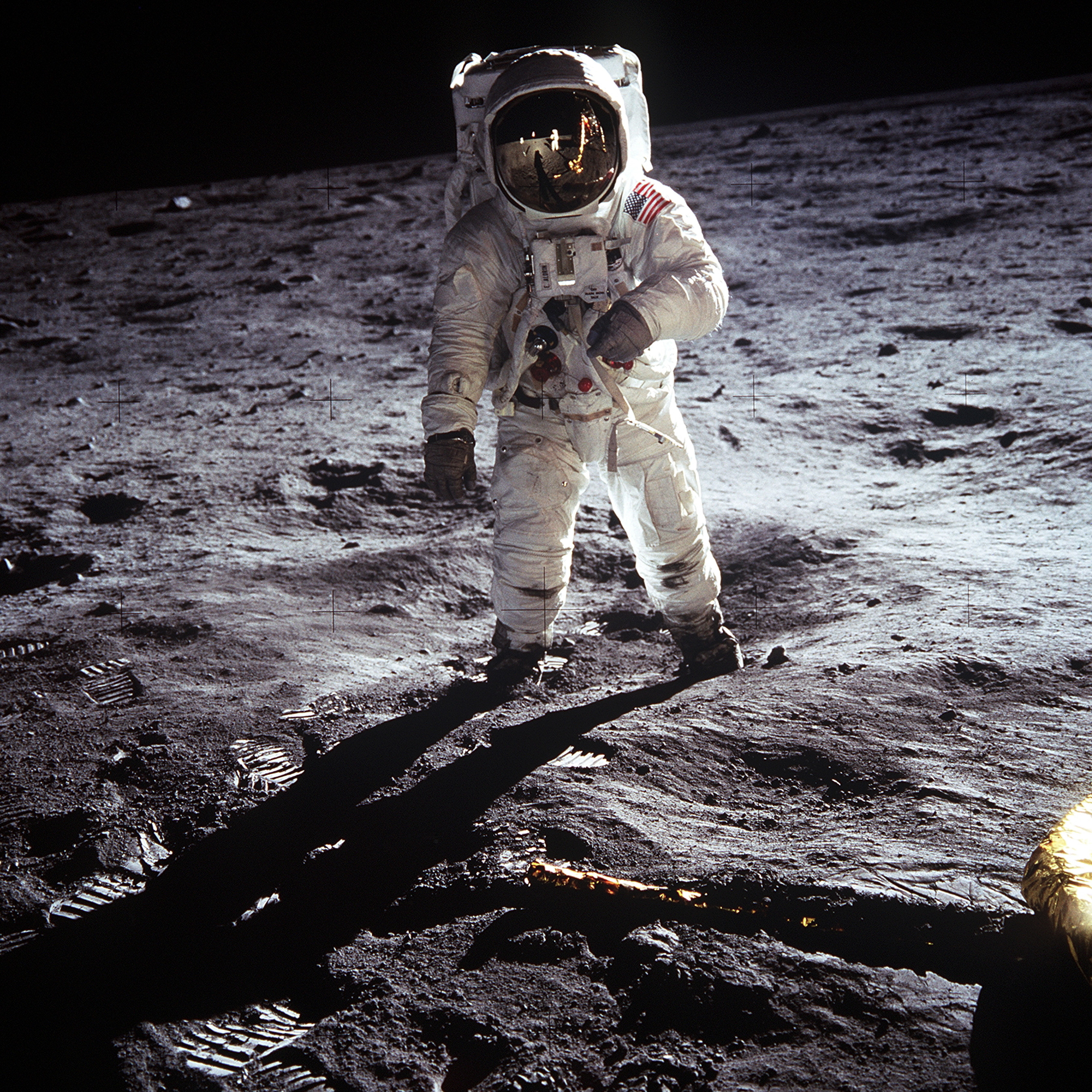
Astronaut Aldrin auf dem Mond

 1968 flogen dann mit Apollo 7 die ersten Menschen im Rahmen des Apollo-Programms ins Weltall, was schließlich in der ersten bemannten Mondlandung 1969 mit Apollo 11 gipfelte. Danach konzentrierte man sich auf den erdnahen Weltraum. Die Raumstationen Saljut und Skylab boten den Menschen im All ein bescheidenes Zuhause. Mit dem Apollo-Sojus-Projekt gab es 1975 außerdem zum ersten Mal eine gemeinsame amerikanisch-sowjetische Mission. Danach gingen die beiden Nationen für die nächsten 20 Jahre wieder getrennte Wege.

### Shuttle-Konzept und  Raumstation Mir

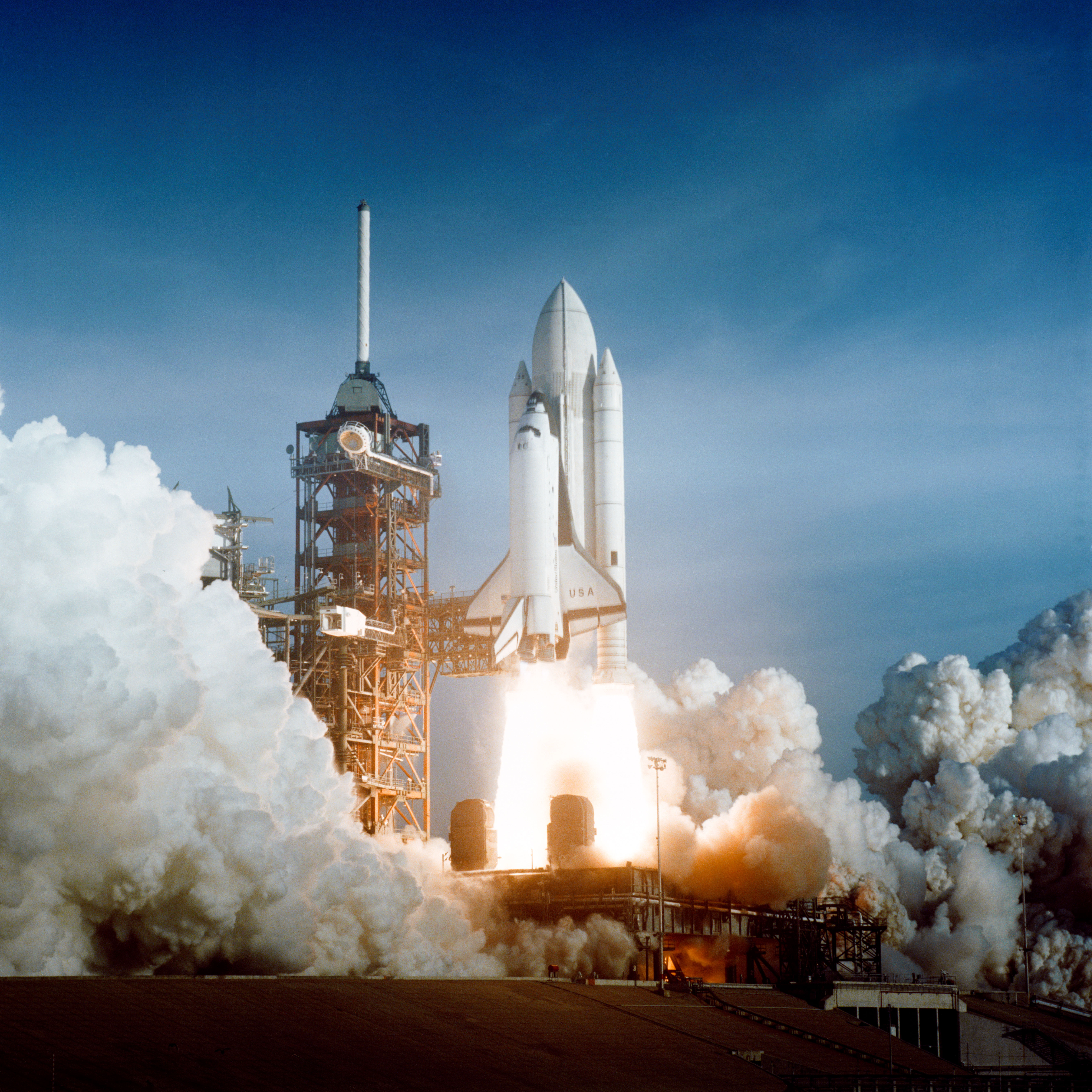
Die Columbia startet zum Jungfernflug

Bereits in den 1970er Jahren erfolgte die Entwicklung der US-Raumfähren. Das Space Shuttle flog regelmäßig ab 1981.
Auch die Sowjetunion setzte in den 1980er Jahren auf ein Shuttle-Konzept: Es entstand die Raumfähre Buran, die das Gegenstück zum US-Space-Shuttle bieten sollte. Aufgrund von finanziellen und politischen Schwierigkeiten konnte Buran nie eine bemannte Mission absolvieren. 1993 wurde das Programm endgültig gestoppt.
Parallel arbeitete die Sowjetunion weiter an ihrem bemannten Raumstationsprogramm. 1986 startete das erste Modul der Raumstation Mir, weitere Module folgten. Die Station blieb bis 2001 in Betrieb und diente 28 Stammbesatzungen als ein Zuhause.

### Raumstationen des 21. Jahrhunderts

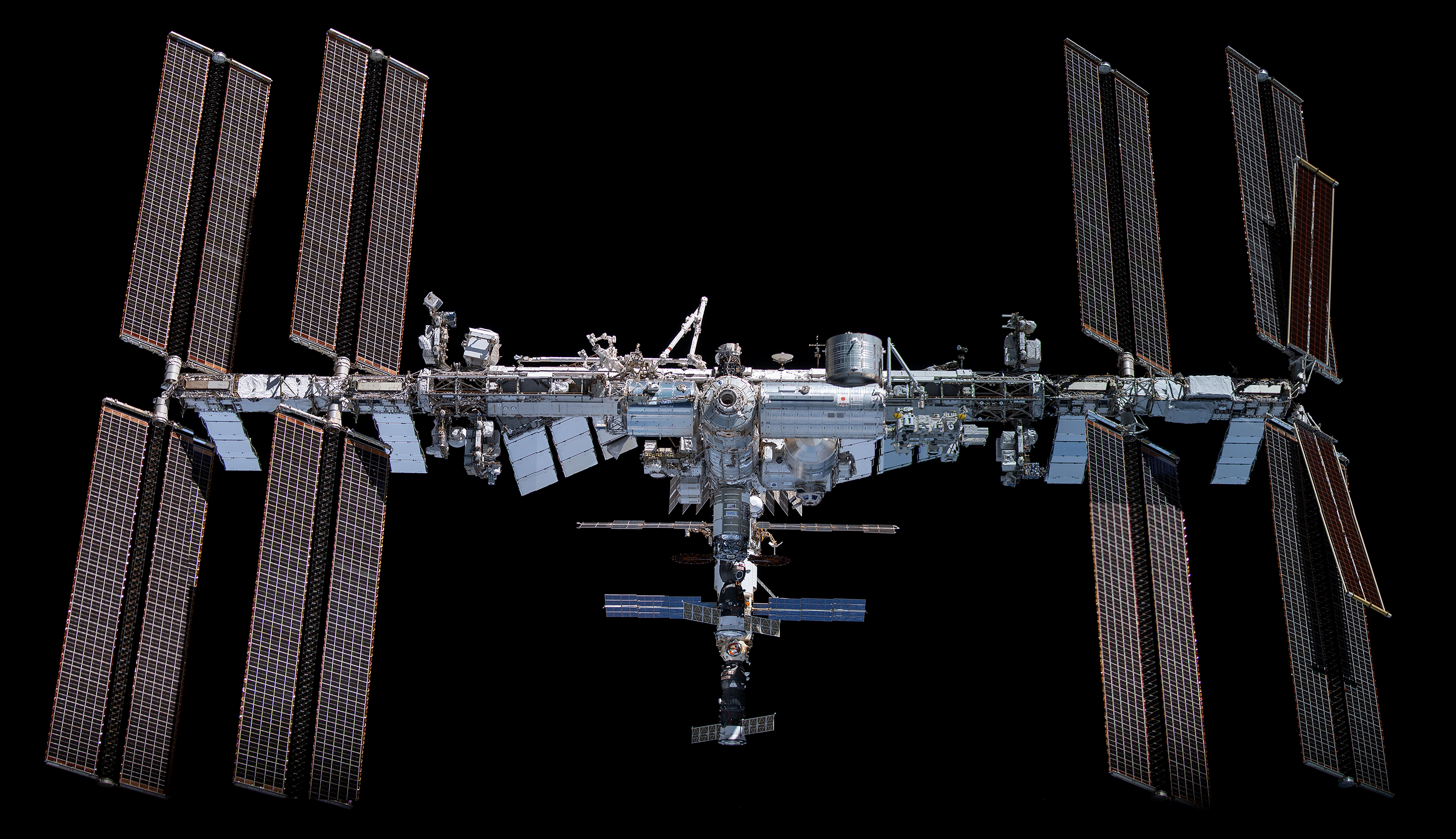
Internationale Raumstation (2021)

Im Jahr 2000 begann der Betrieb der ständig besetzten Internationalen Raumstation (ISS), einem gemeinsamen Projekt der USA, Russlands, der ESA, Japans und Kanadas. Die Station wird seitdem regelmäßig von bemannten russischen Sojus-Raumschiffen und von verschiedenen Versorgungsraumschiffen angeflogen. Von 2000 bis 2003 und 2005 bis 2011 transportierten auch die Space Shuttles Raumfahrer zur ISS, seit 2020 das Raumschiff Crew Dragon des US-amerikanischen Unternehmens SpaceX.
Der erste chinesische bemannte Raumflug war die Mission Shenzhou 5 im Jahr 2003. Von 2011 bis 2013 fanden bemannte Flüge zu Tiangong 1 statt, der ersten Raumstation Chinas. Seit 2021 ist die ständig besetzte Chinesische Raumstation in Betrieb.

### Privatisierung und Weltraumtourismus
Privat finanzierte oder betriebene bemannte Raumfahrt steht erst am Anfang ihrer Geschichte. Zwar konnten seit 2001 17 Weltraumtouristen zur Internationalen Raumstation (ISS) fliegen (Stand: Anfang 2024); dabei handelt es sich aber um Ausnahmen, da die Transportkapazitäten zur ISS bislang begrenzt und Kosten sehr hoch sind.
Als erstes privates Raumschiff ging im Jahr 2020 die Crew Dragon in Betrieb. Diese US-amerikanische Raumkapsel wurde von dem Unternehmen SpaceX entwickelt, jedoch weitgehend von der NASA finanziert. Ein Jahr später startete der erste bemannte touristische Suborbitalflug mit der Rakete New Shepard von Blue Origin.

## Aktueller Stand und zukünftige Entwicklungen

### Russland
Die bemannte Raumfahrt Russlands besteht im 21. Jahrhundert in dessen Beteiligung am Betrieb der ISS. Russische Kosmonauten werden überwiegend mit Sojus-Raumschiffen zur Station und wieder zurück auf die Erde gebracht. Im Rahmen eines Abkommens mit der NASA fliegt auch zweimal jährlich ein Russe in einem amerikanischen Raumschiff und ein Amerikaner, Europäer oder Japaner in einem russischen Raumschiff mit zur ISS. Gelegentlich können auch Privatpersonen auf Sojus-Missionen mitfliegen.
Als Ersatz für die ISS, die Ende der 2020er Jahre außer Betrieb gehen soll, plant Russland die Einrichtung der Russischen Orbitalstation. Zudem strebt Russland bemannte Flüge zum Mond an. In den 2030er Jahren möchte man mit den USA gleichziehen und Kosmonauten auf die Mondoberfläche bringen.

### Vereinigte Staaten

#### NASA
Die Situation und Pläne der NASA sind ähnlich denen von Russland, allerdings schon weiter fortgeschritten. Die USA sind am Betrieb der ISS beteiligt, können für den Raumverkehr allerdings auf modernere und geräumigere Privatraumschiffe zurückgreifen. Mit dem Artemis-Programm bestehen bereits fortgeschrittene Pläne und Vorbereitungen für die Wiederaufnahme von bemannten Flüge zum Mond. Die erste US-amerikanische Mondlandung seit Apollo 17 soll mit der Mission Artemis 3 in den späten 2020er Jahren erfolgen. Danach soll in einer Mondumlaufbahn die Raumstation Lunar Orbital Platform-Gateway in Betrieb gehen, die gemeinsam mit den ISS-Partnerländern (außer Russland) entwickelt und gebaut wird.

#### Privatwirtschaft
Als erstes Privatunternehmen befördert die US-amerikanische Firma SpaceX seit Mai 2020 Raumfahrer zur ISS. Zusätzlich betreibt SpaceX mit seinem Raumschiff Crew Dragon auch mehrtägige Charterflüge von Privatpersonen in eine Erdumlaufbahn. Das Unternehmen Blue Origin bestreitet hingegen mit seiner Rakete New Shepard kurze suborbitale Flüge. Der Luft- und Raumfahrtkonzern Boeing testet mit dem CST-100 Starliner ebenfalls ein Raumschiff für ISS-Zubringerflüge.
Als mögliche Nachfolger der ISS unterstützt die NASA drei private Raumstationprojekte: Das amerikanisch-europäische Starlab und die amerikanischen Projekte Axiom Station und Orbital Reef.
Für bemannte Missionen jenseits der Erde entwickelt SpaceX das vollständig wiederverwendbare Starship-Raketensystem, dessen Oberstufe zugleich als Raumschiff dienen soll. Hiemit sollen künftig[veraltet] bemannte Flüge zum Mond stattfinden. Längerfristiges Ziel von SpaceX sind bemannte Missionen zur Marsoberfläche. Auch Blue Origin hat sich zum Ziel gesetzt, durch Bereitstellung neuer Raketensysteme eine „dauerhafte menschliche Präsenz im Weltraum“ zu ermöglichen. Erste Schritte dorthin sind die Entwicklung der teilweise wiederverwendbaren Rakete New Glenn und der Mondlandefähre Blue Moon.

### Europa, Japan und Kanada
Die Raumfahrtagenturen ESA, JAXA und CSA sind am Betrieb der ISS und am Artemis-Programm beteiligt. Dementsprechend fliegt hin und wieder ein europäischer, japanischer oder kanadischer Astronaut zur ISS. Der Kanadier Jeremy Hansen ist als erster Nichtamerikaner für einen bemannten Mondflug eingeteilt. Der erste nichtamerikanische Teilnehmer einer Artemis-Mondlandung soll ein Japaner sein.

### Volksrepublik China
Das Büro für bemannte Raumfahrt der Volksrepublik China (kurz: CMSA) baute 2021/2022 eine ständig besetzte Raumstation, die am 24. Februar 2023 offiziell in die Nutzungs- und Erweiterungsphase eintrat.
Für 2030 ist die Landung von Raumfahrern auf dem Mond geplant.

### Indien
Die indische Raumfahrtbehörde (ISRO) entwickelt das bemannte Gaganyaan-Raumschiff, mit dem ab 2025 bemannte Flüge in niedrige Erdumlaufbahnen geplant sind. Beim Austronautentraining wird Indien von Russland unterstützt.
Langfristig möchte Indien mit den USA, Russland und China gleichziehen. Für Mitte der 2030er Jahre wird die Einrichtung einer eigenen Raumstation angestrebt, für das Jahr 2040 ein bemannte Mondlandung.

## Abgebrochene bemannte Raumfahrtprogramme
- der US-amerikanische militärische Raumgleiter X-20 Dyna-Soar
- die US-amerikanische militärische Raumstation MOL
- das sowjetische bemannte Mondprogramm
- das chinesische Shuguang-Raumschiff
- der sowjetische Raumgleiter Spiral
- das schwere Zubringerraumschiff für Saljut-Raumstationen TKS
- die sowjetische Raumfähre Buran
- der japanische Raumgleiter Hope X
- der europäische Raumgleiter Hermes
- das US-amerikanische Constellation-Programm (mit  Ausnahme des Orion-Raumschiffs)
- der russische Raumgleiter Kliper

## Kritik
Unter anderem der Astrophysiker Wolfgang Hillebrandt, einer der Direktoren am Max-Planck-Institut für Astrophysik, wendet ein, dass die bemannte Raumfahrt Kosten verursache, die in keinem Verhältnis zum wissenschaftlichen Erkenntnisgewinn stehe. Sie befriedige in erster Linie emotionale Bedürfnisse. Das viele Geld hätte einen wesentlich besseren Kosten-Nutzen-Faktor, wenn man es in wissenschaftliche Grundlagenforschung investierte. Laut James Van Allen und den Nobelpreisträgern Steven Weinberg, Richard Feynman und Paul Krugman habe die bemannte Raumfahrt noch nie einen grundlegenden wissenschaftlichen Durchbruch hervorgebracht.